# Had (žánr videohry)

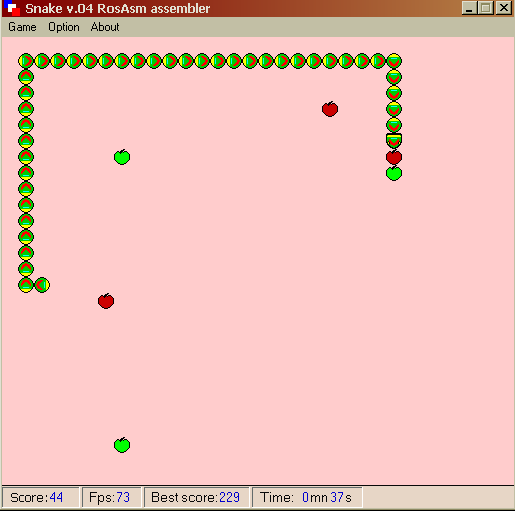
Starší verze hry

Had je žánrem akčních videoher, ve kterých hráč ovládá pohyby hada na obdélníkové ploše. Historie herního konceptu sahá do 70. let. Žánr zpopularizovala v 90. letech firma Nokia, která nabízela vlastní verzi hry ve svých mobilních telefonech.[zdroj?]

## Princip
Hrací plocha je buď ohraničená, nebo se jedná o nekonečnou plochu, kdy se had zanořením na jednom okraji objeví na protějším. Rozdíl mezi hrou pro více hráčů a hrou pro jednoho je v narůstání délky hada: Had buď narůstá z výchozího bodu a označuje celou trajektorii pohybu (např. Achtung, die Kurve!), nebo se na hrací ploše objevují sousta, po jejichž spolknutí narůstá základní délka hada o jeden dílek (např. Snake od Nokie, Vlak). Hra předčasně končí nárazem do stěny nebo do těla hada. Ve hře pro více hráčů vyhrává ten, kdo déle přežije.
U verze pro jednoho hráče se po sesbírání dostatečného množství jídla hráč dostává do dalšího kola. Ve vyšších levelech se objevují složitější překážky, případně narůstá rychlost hada. Hráč také může sbírat bonusové artefakty, které se objevují po omezený čas.